# سایرس تکنالوجی
سایرس تکنالوجی، (Cyrus Technology)، یک تولیدکننده تلفن همراه آلمانی در شهر آخن آلمان است که متخصص تولید تلفن هوشمند و لپ‌تاپ‌های مقاوم برای استفاده در فضای باز است.

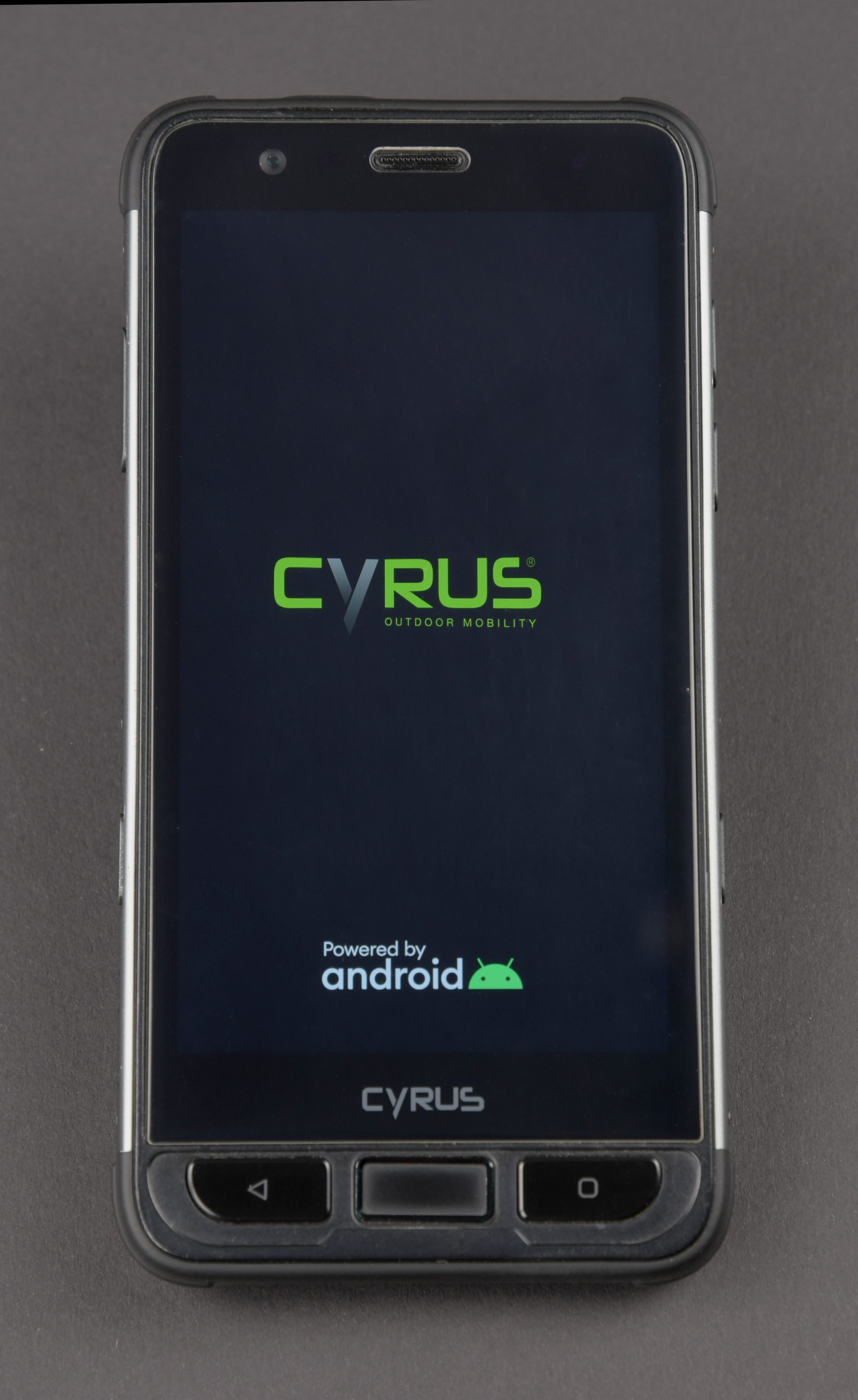
یکی از مدل های Outdoor

## تاریخچه
این شرکت به عنوان یک استارتاپ در سال ۲۰۱۳ توسط روناک امامی و تورستن بلوراتو که تجربه در صنایع فناوری اطلاعات و تلفن‌های هوشمند را از حرفه قبلی خود کسب کرده بودند، تأسیس شد. اولین گوشی‌های هوشمند برای ورزشکاران، کوهنوردان و همچنین صنعتگران و کارگران ساختمانی در سال ۲۰۱۳ عرضه شد. این شرکت همچنین راه حل‌های نرم‌افزاری سفارشی برای کاربران B2B (مدل بنگاه به بنگاه) برای گوشی‌های هوشمند خود ارائه می‌دهد. مدیرعامل این شرکت روناک امامی است. او در سال ۱۹۸۸ از ایران به آلمان مهاجرت کرده. 
تولیدات این شرکت در یک شرکت تابع در چین ساخته می‌شوند. سایرس تکنالوجی دفاتر نمایندگی و خدمات در ایالات متحده آمریکا، مکزیک، چین، کلمبیا و آرژانتین دارد. ورود به بازار آفریقای جنوبی در سال ۲۰۱۸ صورت گرفت.

## محصولات
تلفن های هوشمند: CS 45 XA  و  CS 22 XA
تلقن های همراه: CM 17 Hybrid و CM 8 Solid
رایانه لوحی: CT1 XA Tablet